# Kei Munechika
Kei Munechika (japanisch 宗近 慧 Munechika Kei; * 29. Mai 1992 in der Präfektur Hiroshima) ist ein japanischer Fußballspieler.

## Karriere
Munechika erlernte das Fußballspielen in den Jugendmannschaften von Espoir Mukaihigashi JSC, Sanfrecce Bingo und Sanfrecce Hiroshima sowie in der Universitätsmannschaft der Hōsei-Universität. Seinen ersten Vertrag unterschrieb er im Januar 2015 beim YSCC Yokohama. Der Verein spielte in der dritten japanischen Liga. Nach über 200 Drittligaspielen für YSCC wechselte er zu Beginn der Saison 2023 zum ebenfalls in der dritten Liga spielenden Kamatamare Sanuki.